# Apamea timida
Apamea timida là một loài bướm đêm trong họ Noctuidae.